# Franz zu Bentheim-Tecklenburg
Franz Friedrich Ferdinand Adolf, 3. Fürst zu Bentheim-Tecklenburg-Rheda (* 22. Oktober 1800 in Rheda; † 8. Januar 1885 ebenda) war ein westfälischer Standesherr und dritter Fürst aus dem Hause Bentheim-Tecklenburg.

## Familie
Franz zu Bentheim-Tecklenburg war das vierte Kind des regierenden Fürsten Emil Friedrich I. zu Bentheim-Tecklenburg (1765–1837) und dessen Ehefrau Luise, Gräfin von Sayn-Wittgenstein-Hohenstein (1768–1828), Tochter des Grafen Johann Ludwig zu Sayn-Wittgenstein-Hohenstein (1740–1797) und der Friederike Louise Charlotte (geb. Gräfin von Pückler-Limpurg).
Bentheim-Tecklenburg blieb unverheiratet und kinderlos. Erbe wurde sein Neffe Gustav (1849–1909).

## Leben
Bentheim-Tecklenburg absolvierte seine Schulbildung in Düsseldorf und Darmstadt. Er besuchte in den Jahren 1822 bis 1824 unter erzieherischer Begleitung durch Jodocus Temme die Universitäten Heidelberg, Bonn und Marburg.
1826 wurde er als Sekondeleutnant bei der preußischen Kavallerie dem III. Bataillon des 15. Landwehrregiments aggregiert. 1828 wurde ihm erstmals der Abschied gewährt. Er nahm 1840 seinen Dienst bei der Kavallerie des II. Aufgebots des 16. Landwehrregiments als Sekondeleutnant wieder auf. Im Jahr 1843 avancierte er zum Premierleutnant und erhielt 1844 den Charakter eines Rittmeisters. Erst 1852 hat er auch das Patent seines Dienstgrades erhalten, wurde aber im selben Jahr mit dem Charakter eines Majors bedacht. Den Offizieren à la suite von der Armee wurde er 1854 zugeordnet. Bentheim-Tecklenburg erhielt 1858 den Charakter eines Oberstleutnants und 1861 das Patent dazu. Schließlich avancierte er 1865 zum Oberst, erhielt 1869 den Charakter zum Generalmajor und ebenfalls 1869 den zum Generalleutnant. Er war Ritter des Johanniterordens.
Nach dem Tod seines Bruders Moritz Kasimir IV. wurde er mit erblichem Recht Fürst und Standesherr der Herrschaft Rheda. Er wurde auch als erbliches Mitglied des Preußischen Herrenhauses geführt, ohne in diesem jedoch eingetreten zu sein. 1884 war er Mitglied im Provinziallandtag der Provinz Westfalen.